# Chronologie du catch
Ceci est une chronologie du catch.
2020 - 2010 - 2000 - 1990

## Années 2020
- 2024 en catch -
- 2023 en catch -
- 2022 en catch -
- 2021 en catch -
- 2020 en catch -

## Années 2010
- 2019 en catch - x
- 2018 en catch - x
- 2017 en catch - x
- 2016 en catch - x
- 2015 en catch - x
- 2014 en catch - x
- 2013 en catch - x
- 2012 en catch - x
- 2011 en catch – x
- 2010 en catch – x

## Années 2000
- 2009 en catch – x
- 2008 en catch – x
- 2007 en catch – x
- 2006 en catch – x
- 2005 en catch – x
- 2004 en catch – x
- 2003 en catch – x
- 2002 en catch – x
- 2001 en catch – x
- 2000 en catch – x

## Années 1990
- 1999 en catch - x
- 1998 en catch - x
- 1997 en catch - x
- 1996 en catch - x
- 1995 en catch - x
- 1994 en catch - x
- 1993 en catch - x
- 1992 en catch - x
- 1991 en catch - x
- 1990 en catch - x

## Années 1980
- 1989 en catch - x
- 1988 en catch - x
- 1987 en catch - x
- 1986 en catch - x
- 1985 en catch - x
- 1984 en catch - x
- 1983 en catch - x
- 1982 en catch - x
- 1981 en catch - x
- 1980 en catch - x

## Années 1910
- 4 septembre 1911 : Au White Sox Park de Chicago Frank Gotch conserve son titre de champion incontesté après sa victoire sur George Hackenschmidt[1].

## Années 1900
- 3 avril 1908 : Frank Gotch devient le premier Champion incontesté de catch grâce à sa victoire sur George Hackenschmidt[2].